# (5716) Pickard
(5716) Pickard (1982 UH) – planetoida z pasa głównego asteroid okrążająca Słońce w ciągu 3,67 lat w średniej odległości 2,38 j.a. Odkryta 17 października 1982 roku.